# Comuna Velîka Țvilea, Iemilciîne
Velîka Țvilea (în ucraineană Великоцвілянська сільська рада) este o comună în raionul Iemilciîne, regiunea Jîtomîr, Ucraina, formată din satele Bolearka, Dzerjînsk, Osova, Rohivka și Velîka Țvilea (reședința).

## Demografie
Componența lingvistică a comunei Velîka Țvilea
     Ucraineană (99,27%)
     Alte limbi (0,65%)
Conform recensământului din 2001, majoritatea populației comunei Velîka Țvilea era vorbitoare de ucraineană (99,27%), existând în minoritate și vorbitori de alte limbi.